# Мон Сени (масив)
Планинският масив Мон Сени (на френски: massif du Mont-Cenis; на италиански: Alpi del Moncenisio) съставя най-северната част на Котските Алпи във Франция и Италия. Пресечен е от три прохода – Мон Сени (2 083 м), през който минава автомобилен път, Малък Мон Сени (2183 м) и Клапиер (2477 м). През последните два се преминава само пеша или с високопроходима техника. Те свързват двете долини, които обграждат масива: на река Арк във Франция на северозапад и на река Дора Рипария в Италия на югоизток. Граничи с Грайските Алпи на север, с Котските Алпи на юг, с Ваноаз отвъд река Арк и с Екрен на запад. От Пелву го отделя проходът Фрежюс, под който минават важни комуникационни връзки: железопътна линия и автомагистрала.
Масивът се състои от четири била – Мон Сени, Амбен, Сомейе и Сколет. Най-висок връх е Поант дьо Ронс – 3 612 м, който се издига на север от прохода Мон Сени. Следват го върховете Егюй дьо Сколет (3506 м) и Ламе (3504). Съществуват десетина малки ледника. Тук се развиват и много торфени блата. Те са напълно предпазени от човешка намеса и предлагат дом на разнообразни популации от насекоми, земноводни и птици, някои от които ендемични. В три защитени зони свободно живеят ибекс, брадат лешояд, вълци, зайци и редкият златен орел. Оформени са и уникални растителни общества, които включват цветето Saponaria lutea – ендемит за този район на света.